# ヴァイサラ
ヴァイサラ（Vaisala）は、気象観測機器、産業用計測機器のメーカー。本社および工場は北欧のフィンランドに置かれ、ラジオゾンデ、産業用の高精度湿度計では世界的なシェアを持つ。世界中に2000人を超える専門家の従業員がいる。
ヴァイサラグループはフィンランド、北アメリカ、フランス、イギリス、ドイツ、中国、インド、スウェーデン、UAE、マレーシア、日本、オーストラリアに事務所を置く。

## 来歴
創立は1936年だが、1931年に創業者ヴィルホ・ヴァイサラ教授が静電容量式センサのラジオゾンデ開発し、製品化に成功している。日本法人、ヴァイサラ株式会社は1983年に設立された。

## 製造機種
- 高層気象観測装置
- 地上気象観測装置
- 視程計、雲底計（シーロメータ）
- 風向風速計
- 産業用計測機器 : 湿度計 / 露点計 / オイル内水分計 / CO2計 / 気圧計 / 酸素計

## 主要マーケット
- 気象観測機器のラジオゾンデや、産業用機器の高精度湿度計では世界的なシェアを持つ。
- 計装エア、乾燥エアなどを測る露点計に強み。コンプレッサーやドライヤーと共に乾燥具合の確認にヴァイサラの露点計が設置される。
- 炉（工業炉、食品の炉など）炉内の乾燥具合を測定する露点計に強み。高温350C下でも測定できる露点計もそろえている。
- 潤滑油内の水分を、水分活性値で計測する、オイル内水分計はグローバルで人気の製品。

## 公式サイト
- 公式ウェブサイト（英語）
- ヴァイサラ株式会社（日本語）